# Pierre Sonnerat
Pierre Sonnerat (Lyon, 18 de agosto de 1748 – Lyon, 31 de março de 1814) foi um naturalista e explorador francês.

## Biografia
Sobrinho de Pierre Poivre, realizou diversas viagens exploratórias pelo sudeste asiático, visitando as Filipinas, Ilhas Molucas  entre 1769 e 1772, ìndia e China entre 1774 e 1781. Foi o primeiro cientista a desenvolver um descrição científica da Lichia. Também foi a pessoa que por má interpretação da palavra indri falado por um guia, que quer dizer veja na língua magalche para descrever a maior espécie de um lémure. Sonnerat pensou que indri era o nome do animal que conhecemos mundialmente por indri indri.
Seus livros incluem Voyage à la Nouvelle-Guinée (1776) e Voyage aux Indes orientales et à la Chine, fait depuis 1774 jusqu'à 1781 de 1782.

## Homenagens
Seu nome foi utlizado como nome científico para o gallo gris (Gallus sonneratii).